# J’ai besoin de ton amour (EP)
J’ai besoin de ton amour ist das 14. Extended-Play-Album des österreichischen Schlagersängers Freddy Quinn, das 1961 im Musiklabel Polydor (Nummer 21 823 EPH) erschien und auf Französisch gesungene Chansons enthielt.

## Plattencover
Auf dem Plattencover ist Freddy Quinn auf Fischernetzen sitzend zu sehen, die sich auf einem Schiff befinden. Er trägt ein Hemd und eine Hose in der gleichen Farbe sowie Stiefel.

## Musik
J’ai besoin de ton amour und Que tout recommence stammen aus der Feder von André Salvet und Guy Magenta, bei J’ai besoin de ton amour war noch Lucien Morisse beteiligt. La Paloma ist eine Komposition von Sebastián de Yradier, die von Lucien Morisse adaptiert wurde. Dans le vent ist eine französische Übersetzung von Quinns Lied Nur der Wind, das von Lotar Olias geschrieben und von André Salvet adaptiert wurde.
Die Musik auf dem Extended-Play-Album wurde von Jacques Denjean und seinem Orchester gespielt.
J’ai besoin de ton amour / Que toutre commence wurde 1961 als Single veröffentlicht.

## Titelliste
Das Album beinhaltet folgende vier Titel:
- Seite 1

1. J’ai besoin de ton amour
2. Que tout recommence

- Seite 2

1. La Paloma
2. Dans le vent